# En mærkelig kvinde
En mærkelig kvinde (russisk: Странная женщина) er en sovjetisk spillefilm fra 1977 af Julij Rajzman.

## Medvirkende
- Irina Kuptjenko som Jevgenija Mikhajlovna
- Jurij Podsolonko som Andrej Lebedev
- Vasilij Lanovoj som Nikolaj Andrianov
- Oleg Vavilov som Jura Agapov
- Antonina Bogdanova